# Isla Fernandina
Fernandina es una isla perteneciente al Ecuador, ubicada en las islas Galápagos, en el océano Pacífico. Es la tercera más grande del archipiélago tras Isabela y Santa Cruz. Uno de los volcanes más activos del mundo se encuentra en esta isla.
El 14 de febrero de 1825, mientras los barcos estaban anclados en una bahía, el capitán Benjamin Morrell registró una de las mayores erupciones en la historia de las Galápagos al producirse un evento de importancia en el volcán de Fernandina. Su barco logró escapar seguro y la historia del evento se ha conservado.
La isla fue llamada así en honor al rey español Fernando el Católico, quien patrocinó el viaje de Colón. Fernandina tiene una superficie de 642 km² (247,9 millas cuadradas) y una altura máxima de 1494 metros (4842 pies de altura). Es la más reciente y más occidental de las islas del archipiélago. 
Un nuevo proceso eruptivo se inició el 11 de abril de 2009, formando una nube de ceniza y vapor de agua con flujos de lava ardiente que empezaron a descender por las laderas del volcán, llegando hasta el mar. Punta Espinoza es una estrecha franja de tierra donde centenares de iguanas marinas se reúnen en grandes grupos. El famoso cormorán no volador habita en esta isla, así como pingüinos, pelícanos y lobos marinos. Diversos tipos de flujo de lava pueden observarse. También se encuentran áreas de manglar.

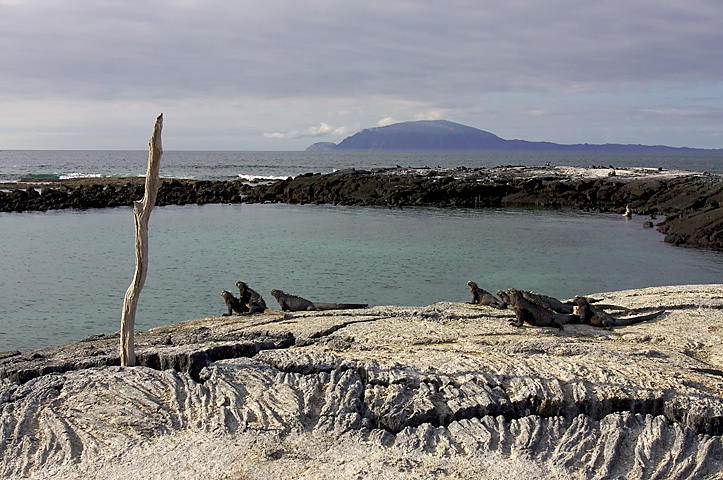
Vista de la isla
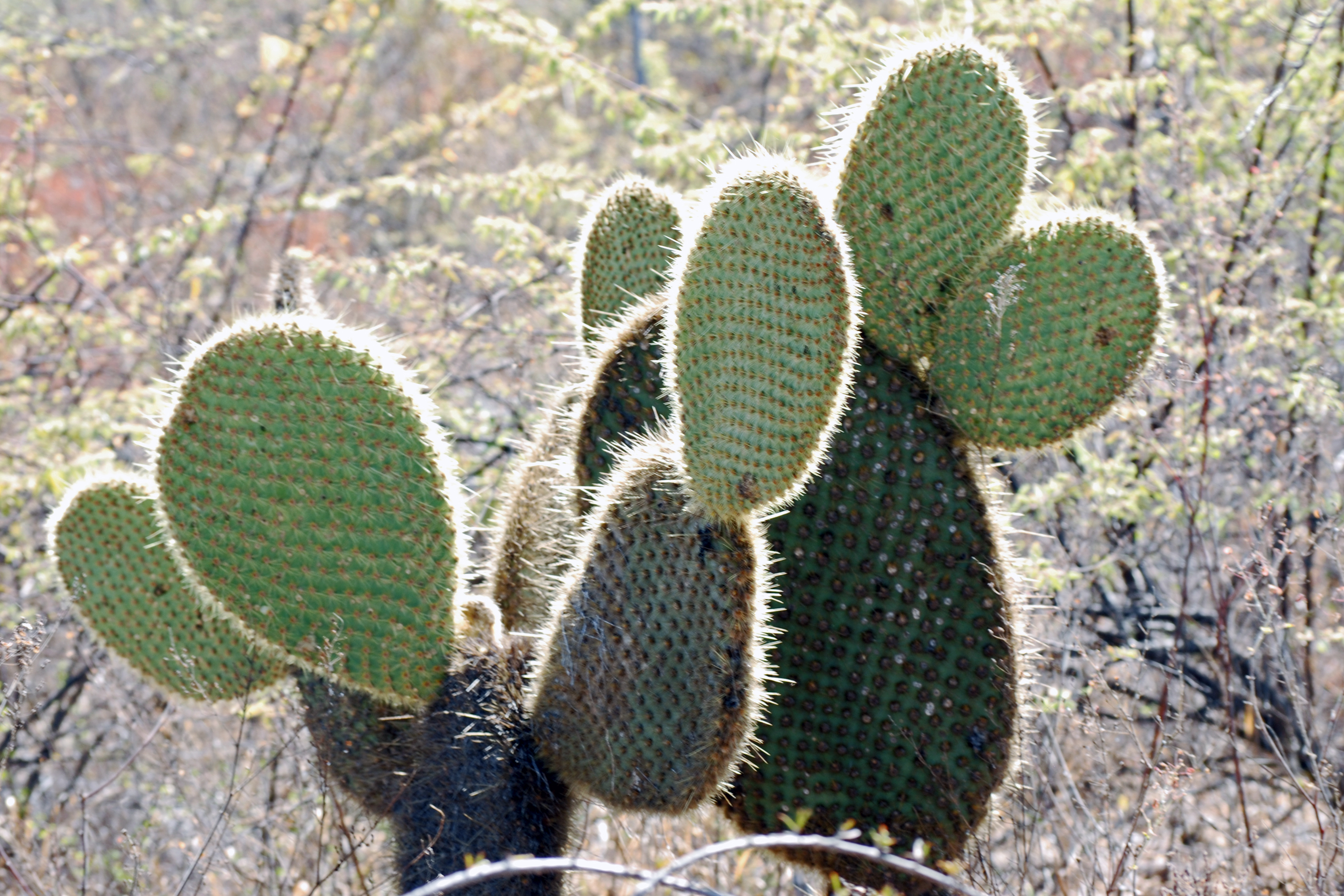
Opuntia insularis una de las especies endémicas de Galápagos